# Wereldkampioenschappen schermen 2022
De 68ste wereldkampioenschappen schermen werden gehouden in Caïro, Egypte, van 15 tot en met 23 juli 2022. De organisatie lag in de handen van de FIE.

## Medailles

### Mannen
| Onderdeel          | Goud | Goud                                                            | Zilver | Zilver                                                              | Brons   | Brons                                                         |
| ------------------ | ---- | --------------------------------------------------------------- | ------ | ------------------------------------------------------------------- | ------- | ------------------------------------------------------------- |
| Degen individueel  | FRA  | Romain Cannone                                                  | JPN    | Kazuyasu Minobe                                                     | BEL UKR | Neisser Loyola Ihor Reizlin                                   |
| Floret individueel | FRA  | Enzo Lefort                                                     | ITA    | Tommaso Marini                                                      | HKG USA | Cheung Ka Long Nick Itkin                                     |
| Sabel individueel  | HUN  | Áron Szilágyi                                                   | FRA    | Maxime Pianfetti                                                    | GEO ROU | Sandro Bazadze Iulian Teodosiu                                |
| Degen ploegen      | FRA  | Alexandre Bardenet Yannick Borel Romain Cannone Alex Fava       | ITA    | Gabriele Cimini Davide Di Veroli Andrea Santarelli Federico Vismara | JPN     | Koki Kano Ryu Matsumoto Kazuyasu Minobe Masaru Yamada         |
| Floret ploegen     | ITA  | Guillaume Bianchi Alessio Foconi Daniele Garozzo Tommaso Marini | USA    | Chase Emmer Nick Itkin Alexander Massialas Gerek Meinhardt          | FRA     | Maximilien Chastanet Enzo Lefort Pierre Loisel Alexandre Sido |
| Sabel ploegen      | KOR  | Gu Bon-gil Kim Jung-hwan Kim Jun-ho Oh Sang-uk                  | HUN    | Tamás Decsi Csanád Gémesi András Szatmári Áron Szilágyi             | ITA     | Luca Curatoli Michele Gallo Luigi Samele Pietro Torre         |

### Vrouwen
| Onderdeel          | Goud | Goud                                                           | Zilver | Zilver                                                           | Brons   | Brons                                                                               |
| ------------------ | ---- | -------------------------------------------------------------- | ------ | ---------------------------------------------------------------- | ------- | ----------------------------------------------------------------------------------- |
| Degen individueel  | KOR  | Song Se-ra                                                     | GER    | Alexandra Ndolo                                                  | ITA HKG | Rossella Fiamingo Vivian Kong Man Wai                                               |
| Floret individueel | FRA  | Ysaora Thibus                                                  | ITA    | Arianna Errigo                                                   | ROU USA | Maria Boldor Lee Kiefer                                                             |
| Sabel individueel  | JPN  | Misaki Emura                                                   | AZE    | Anna Bashta                                                      | GRE ESP | Despina Georgiadou Araceli Navarro                                                  |
| Degen ploegen      | KOR  | Choi In-jeong Kang Young-mi Lee Hye-in Song Se-ra              | ITA    | Rossella Fiamingo Federica Isola Mara Navarria Alberta Santuccio | POL     | Renata Knapik-Miazga Magdalena Pawłowska Kamila Pytka Martyna Swatowska-Wenglarczyk |
| Floret ploegen     | ITA  | Arianna Errigo Martina Favaretto Francesca Palumbo Alice Volpi | USA    | Jacqueline Dubrovich Lee Kiefer Zander Rhodes Maia Mei Weintraub | FRA     | Anita Blaze Solène Butruille Pauline Ranvier Ysaora Thibus                          |
| Sabel ploegen      | HUN  | Sugár Katinka Battai Renáta Katona Liza Pusztai Luca Szűcs     | FRA    | Sara Balzer Sarah Noutcha Anne Poupinet Caroline Queroli         | JPN     | Misaki Emura Shihomi Fukushima Kanae Kobayashi Seri Ozaki                           |

### Medaillespiegel
| Plaats | Land             | Goud | Zilver | Brons | Totaal |
| 1      | Frankrijk        | 4    | 2      | 2     | 8      |
| 2      | Zuid-Korea       | 3    | 0      | 0     | 3      |
| 3      | Italië           | 2    | 4      | 2     | 8      |
| 4      | Hongarije        | 2    | 1      | 0     | 3      |
| 5      | Japan            | 1    | 1      | 2     | 4      |
| 6      | Verenigde Staten | 0    | 2      | 2     | 4      |
| 7      | Azerbeidzjan     | 0    | 1      | 0     | 1      |
| 7      | Duitsland        | 0    | 1      | 0     | 1      |
| 9      | Hongkong         | 0    | 0      | 2     | 2      |
| 9      | Roemenië         | 0    | 0      | 2     | 2      |
| 11     | België           | 0    | 0      | 1     | 1      |
| 11     | Georgië          | 0    | 0      | 1     | 1      |
| 11     | Griekenland      | 0    | 0      | 1     | 1      |
| 11     | Oekraïne         | 0    | 0      | 1     | 1      |
| 11     | Polen            | 0    | 0      | 1     | 1      |
| 11     | Spanje           | 0    | 0      | 1     | 1      |
| Totaal | Totaal           | 12   | 12     | 18    | 42     |